# Pascal Fabre
Pour les articles homonymes, voir Fabre.
Pascal Fabre est un pilote automobile français né le 9 janvier 1960 à Lyon, qui a notamment participé à quatorze Grands Prix de Formule 1 avec l'écurie AGS lors de la saison 1987.

## Biographie
Il débute en Formule 1 le 12 avril 1987 au Grand Prix du Brésil. Il ne marque aucun point et il est remplacé avant la fin de la saison 1987 par Roberto Moreno.
Après son passage en Formule 1, il court pour l'écurie Courage Compétition de 1988 à 1990 en championnat du monde des voitures de sport, puis fait diverses apparitions dans plusieurs catégories du sport automobile durant les années 1990.
Il participe dix fois au 24 Heures du Mans en 1983, de 1989 à 1994, en 1996, en 1998 et en 2001.

## Résultats en championnat du monde de Formule 1
| Saison | Écurie             | Châssis | Moteur               | Pneus    | GP disputés | Points inscrits | Classement |
| ------ | ------------------ | ------- | -------------------- | -------- | ----------- | --------------- | ---------- |
| 1987   | Team El Charro AGS | JH22    | Ford-Cosworth DFZ V8 | Goodyear | 11          | 0               | Non classé |

| Saison        | Écurie             | Châssis  | Moteur               | Pneus    | Courses | Courses | Courses | Courses | Courses | Courses | Courses | Courses | Courses | Courses | Courses | Courses | Courses | Courses | Courses | Courses | Classement | Points inscrits |
| Saison        | Écurie             | Châssis  | Moteur               | Pneus    | 1       | 2       | 3       | 4       | 5       | 6       | 7       | 8       | 9       | 10      | 11      | 12      | 13      | 14      | 15      | 16      | Classement | Points inscrits |
| ------------- | ------------------ | -------- | -------------------- | -------- | ------- | ------- | ------- | ------- | ------- | ------- | ------- | ------- | ------- | ------- | ------- | ------- | ------- | ------- | ------- | ------- | ---------- | --------------- |
| 1987          | Team El Charro AGS | AGS JH22 | Ford-Cosworth DFZ V8 | Goodyear | BRÉ     | SMR     | BEL     | MON     | DET     | FRA     | GBR     | ALL     | HON     | AUT     | ITA     | POR     | ESP     | MEX     | JAP     | AUS     | 0          | Non classé      |
| 1987          | Team El Charro AGS | AGS JH22 | Ford-Cosworth DFZ V8 | Goodyear | 12e     | 13e     | 10e     | 13e     | 12e     | 9e      | 9e      | Abd     | 13e     | Nc      | Nq      | Nq      | Abd     | Nq      |         |         | 0          | Non classé      |
| Légende : ici |                    |          |                      |          |         |         |         |         |         |         |         |         |         |         |         |         |         |         |         |         |            |                 |

## Sources
- (en) Cet article est partiellement ou en totalité issu de l’article de Wikipédia en anglais intitulé « Pascal Fabre » (voir la liste des auteurs).